# I Supermodel, Mùa 2
I Supermodel, Mùa 2 là chương trình truyền hình từ I Supermodel của Trung Quốc. Cả chương trình đã được diễn ra tại Luân Đôn với 14 thí sinh chung cuộc và bắt đầu phát sóng trên truyền hình vào ngày 22 tháng 10 năm 2015. Mùa này bao gồm nhiều khách mời nổi tiếng như: Alexa Chung, David Gandy, Erin O'Connor, J. Alexander, Lily Donaldson, Miranda Kerr và cựu siêu mẫu người Anh Twiggy.
Người chiến thắng trong cuộc thi là Triệu Gia Đồng, 23 tuổi. Cô giành được: 1 hợp đồng người mẫu với Storm Model Management tại Luân Đôn và lên ảnh bìa tạp chí Harper's Bazaar.

## Các thí sinh
(Tuổi tính từ ngày dự thi)
| Đội | Thí sinh | Thí sinh        | Tuổi | Chiều cao               | Bị loại ở | Hạng  |
| --- | -------- | --------------- | ---- | ----------------------- | --------- | ----- |
| OK  | 姜韵轩   | Khương Vận Hiên | 25   | 1,77 m (5 ft 9+1⁄2 in)  | Tập 2     | 14    |
| KO  | 马慧慧   | Mã Tuệ Tuệ      | 21   | 1,81 m (5 ft 11+1⁄2 in) | Tập 3     | 13    |
| OK  | 李梦琦   | Lý Mộng Kì      | 19   | 1,80 m (5 ft 11 in)     | Tập 4     | 12-11 |
| KO  | 龙浚骄   | Long Tuấn Kiêu  | 27   | 1,78 m (5 ft 10 in)     | Tập 4     | 12-11 |
| KO  | 陈玉婷   | Trần Ngọc Đình  | 22   | 1,77 m (5 ft 9+1⁄2 in)  | Tập 5     | 10    |
| OK  | 王熙然   | Vương Hi Nhiên  | 24   | 1,75 m (5 ft 9 in)      | Tập 6     | 9     |
| KO  | 王书琪   | Vương Thư Kì    | 19   | 1,81 m (5 ft 11+1⁄2 in) | Tập 7     | 8     |
| OK  | 那广子   | Na Quảng Tử     | 24   | 1,80 m (5 ft 11 in)     | Tập 8     | 7     |
| KO  | 孙臣民   | Tôn Thần Dân    | 20   | 1,78 m (5 ft 10 in)     | Tập 9     | 6     |
| OK  | 毕婧     | Tất Tinh        | 20   | 1,82 m (5 ft 11+1⁄2 in) | Tập 11    | 5-4   |
| KO  | 刘欣洁   | Lưu Hân Khiết   | 25   | 1,76 m (5 ft 9+1⁄2 in)  | Tập 11    | 5-4   |
| OK  | 马梦嘉   | Mã Mộng Gia     | 23   | 1,76 m (5 ft 9+1⁄2 in)  | Tập 12    | 3     |
| OK  | 王梦雅   | Vương Mộng Nhã  | 26   | 1,78 m (5 ft 10 in)     | Tập 12    | 2     |
| KO  | 赵家彤   | Triệu Gia Đồng  | 23   | 1,80 m (5 ft 11 in)     | Tập 12    | 1     |

## Thứ tự gọi tên
| 1  | Mộng Nhã  | Ngọc Đình | Tinh      | Gia Đồng           | Hân Khiết | Gia Đồng  | Hân Khiết | Tinh      | Mộng Nhã  | Mộng Gia  | Mộng Nhã       | Gia Đồng |  |  |  |  |  |  |  |  |  |
| 2  | Hân Khiết | Tinh      | Quảng Tử  | Mộng Nhã           | Mộng Nhã  | Hân Khiết | Mộng Nhã  | Hân Khiết | Gia Đồng  | Gia Đồng  | Gia Đồng       | Mộng Nhã |  |  |  |  |  |  |  |  |  |
| 3  | Ngọc Đình | Gia Đồng  | Mộng Gia  | Hân Khiết          | Thư Kì    | Quảng Tử  | Thần Dân  | Mộng Nhã  | Tinh      | Mộng Nhã  | Mộng Gia       | Mộng Gia |  |  |  |  |  |  |  |  |  |
| 4  | Quảng Tử  | Mộng Gia  | Mộng Kì   | Tinh               | Tinh      | Thần Dân  | Quảng Tử  | Mộng Gia  | Hân Khiết | Tinh      | Hân Khiết Tinh |          |  |  |  |  |  |  |  |  |  |
| 5  | Tinh      | Thư Kì    | Mộng Nhã  | Thần Dân           | Gia Đồng  | Mộng Gia  | Mộng Gia  | Gia Đồng  | Mộng Gia  | Hân Khiết | Hân Khiết Tinh |          |  |  |  |  |  |  |  |  |  |
| 6  | Gia Đồng  | Mộng Kì   | Hi Nhiên  | Quảng Tử           | Quảng Tử  | Tinh      | Gia Đồng  | Thần Dân  | Thần Dân  |           |                |          |  |  |  |  |  |  |  |  |  |
| 7  | Thư Kì    | Tuấn Kiêu | Hân Khiết | Thư Kì             | Mộng Gia  | Mộng Nhã  | Tinh      | Quảng Tử  |           |           |                |          |  |  |  |  |  |  |  |  |  |
| 8  | Mộng Gia  | Mộng Nhã  | Tuấn Kiêu | Mộng Gia           | Thần Dân  | Thư Kì    | Thư Kì    |           |           |           |                |          |  |  |  |  |  |  |  |  |  |
| 9  | Mộng Kì   | Thần Dân  | Gia Đồng  | Hi Nhiên Ngọc Đình | Hi Nhiên  | Hi Nhiên  |           |           |           |           |                |          |  |  |  |  |  |  |  |  |  |
| 10 | Tuấn Kiêu | Quảng Tử  | Ngọc Đình | Hi Nhiên Ngọc Đình | Ngọc Đình |           |           |           |           |           |                |          |  |  |  |  |  |  |  |  |  |
| 11 | Hi Nhiên  | Tuệ Tuệ   | Thần Dân  | Mộng Kì Tuấn Kiêu  |           |           |           |           |           |           |                |          |  |  |  |  |  |  |  |  |  |
| 12 | Thần Dân  | Hi Nhiên  | Thư Kì    | Mộng Kì Tuấn Kiêu  |           |           |           |           |           |           |                |          |  |  |  |  |  |  |  |  |  |
| 13 | Tuệ Tuệ   | Hân Khiết | Tuệ Tuệ   |                    |           |           |           |           |           |           |                |          |  |  |  |  |  |  |  |  |  |
| 14 | Vận Hiên  | Vận Hiên  |           |                    |           |           |           |           |           |           |                |          |  |  |  |  |  |  |  |  |  |

     Thí sinh giành được bức ảnh của tuần
     Thí sinh dừng cuộc thi
     Thí sinh bị loại
     Thí sinh chiến thắng cuộc thi
- Trong tập 1, không có buổi loại trừ. Các thí sinh được chia vào đội của họ. Không có cố vấn trong mùa giải này. Thay vào đó, Mộng Nhã và Hân Khiết, 2 thí sinh được coi là xuất sắc nhất trong buổi chụp hình nên sẽ được chỉ định vai trò của trưởng nhóm. Lãnh đạo của mỗi nhóm sẽ chọn thí sinh đầu tiên của nhóm rồi người được chọn thứ hai sẽ chọn người thứ ba và cứ thế cho đến khi có đủ bảy người trong dội.
- Trong tập 10, Hân Khiết ban đầu bị loại nhưng các giám khảo đã quyết định cứu cô.

### Buổi chụp hình
- Tập 1: Diện mạo mới; Ảnh bìa I Supermodel
- Tập 2: Tạo dáng ở nghĩa trang theo cặp
- Tập 3: Những cô gái phụ tá
- Tập 4: Tạo dáng trong khu trò chơi điện tử
- Tập 5: Tạo dáng trong khu tàu điện ngầm theo cặp
- Tập 6: Tạo dáng với ngựa
- Tập 7: Tạo dáng trên không
- Tập 8: Tạo dáng trong tu viện Downton với người mẫu nam
- Tập 9: Thời trang bất diện
- Tập 10: Áo khoác lông bên bờ biển
- Tập 11: Tạo dáng trong trang phục tái chế
- Tập 12: Ảnh bìa tạp chí Harper's Bazaar